# 20 oktober
20 oktober är den 293:e dagen på året i den gregorianska kalendern (294:e under skottår). Det återstår 72 dagar av året.

## Återkommande bemärkelsedagar

### Övrigt
- 1819 – Bábs eller Siyyid `Alí Muḥammad Shírázís födelse i Shiraz, Iran. Han var en av bahá'ítrons grundare. Internationell helgdag för drygt 10 miljoner bahá'íer (räknat inklusive barn) och färre än 50.000 bábíer som finns kvar i främst Iran, Turkiet och närliggande f.d. sovjetrepubliker, främst Armenien och Turkmenistan.

## Namnsdagar

### I den svenska almanackan
- Nuvarande – Sibylla
- Föregående i bokstavsordning
  - Camilla – Namnet infördes på dagens datum 1986, men flyttades 2001 till 7 mars.
  - Caprisius – Namnet infördes, till minne av en biskop och martyr i Akvitanien, på dagens datum 1680, men utgick 1767.
  - Elvatusen jungfrur – Denna benämning på dagens datum fanns ursprungligen på 21 oktober, men flyttades 1620 till dagens datum, för att på 21 oktober ge plats åt Ursula. 1680 återfördes det dock till 21 oktober, där det fanns fram till 1753, då det utgick.
  - Felicianus – Namnet fanns på dagens datum före 1620, då det utgick.
  - Harald – Namnet förekom på dagens datum under 1700-talet, innan det 1747 flyttades till 1 april, där det har funnits sedan dess.
  - Kasper – Namnet infördes på dagens datum 1767 och fanns där fram till 1934, då det utgick för att bereda plats för Sibylla. 1986 återinfördes det på dagens datum, men flyttades 1993 till 6 januari, där det har funnits sedan dess.
  - Sibylla – Namnet förekom under 1600-talet på 22 maj, men utgick sedan. 1934 infördes det, som en hedersbetygelse åt arvprins Gustaf Adolfs hustru Sibylla av Sachsen-Coburg-Gotha (mor till Hagasessorna och kung Carl XVI Gustaf), på dagens datum och har funnits där sedan dess.
- Föregående i kronologisk ordning
  - Före 1620 – Felicianus
  - 1620–1679 – Elvatusen jungfrur
  - 1680–1766 – Caprisius och Harald
  - 1767–1900 – Kasper
  - 1901–1933 – Kasper
  - 1934–1985 – Sibylla
  - 1986–1992 – Sibylla, Kasper och Camilla
  - 1993–2000 – Sibylla och Camilla
  - Från 2001 – Sibylla
- Källor
  - Brylla, Eva (red.). Namnlängdsboken. Gjøvik: Norstedts ordbok, 2000 ISBN 91-7227-204-X
  - af Klintberg, Bengt. Namnen i almanackan. Gjøvik: Norstedts ordbok, 2001 ISBN 91-7227-292-9

### Finlandssvenska almanackan
- Nuvarande från 2025[1] – Kasper, Jesper, Melker, Jasper
- I föregående revideringar[a][2]
  - 1929–1949 – Börje, Börja
  - 1950–1994 – Birger, Börje
  - 1995–2019 – Kasper, Jesper
  - 2020–2024 – Kasper, Jesper, Jasper, Melker

## Händelser
- 1565 – I slaget vid Axtorna under nordiska sjuårskriget besegrar den danska hären svenskarna.
- 1650 – Drottning Kristina kröns till svensk drottning.
- 1708 – St Pauls-katedralen i London står färdigbyggd.
- 1803 – USA:s senat ratificerar Louisianaköpet.
- 1906 – Nya Hebriderna ställs under brittisk-franskt kondominat.[3]
- 1950 – Australien förklarar kommunistpartiet olagligt.
- 1968 – Jacqueline Kennedy (sedermera Jacqueline Kennedy Onassis) och Aristoteles Onassis gifter sig.
- 1973
  - Operahuset i Sydney, Australien invigs. Det är en av världens mest berömda byggnader.
  - I samband med Watergateaffären utspelas den så kallade Saturday Night Massacre: Watergateåklagaren Archibald Cox avskedas på order av president Richard Nixon trots att både justititeminister Elliot Richardson och biträdande justitieminister William Ruckelshaus avgår i protest hellre än att verkställa avskedandet.
- 1977 – Ett flygplan med den amerikanska rockgruppen Lynyrd Skynyrd havererar och ett antal gruppmedlemmar dör.
- 1996 – SVT:s Musikbyrån har premiär.
- 2007 – Invigning av inomhusarena för bandy på Rocklundaområdet i Västerås.
- 2008 – AC/DC ger ut sitt första album sedan 2001, Black Ice.
- 2022 – Storbritanniens premiärminister Liz Truss avgår som premiärminister samt ledare för det konservativa partiet efter 45 dagar som premiärminister vilket gör henne den kortaste tjänstgörande premiärministern i Storbritanniens historia.

## Födda
- 1632 – Christopher Wren, engelsk arkitekt.
- 1656 – Nicolas de Largillière, fransk konstnär.
- 1677 – Stanisław I Leszczyński, kung av Polen 1704–1709 och 1733–1736.
- 1773 – Gustaf Knös, svensk orientalist, teolog.
- 1784 – Lord Palmerston, brittisk premiärminister 1855–1858, 1859–1865.
- 1800 – Johan Erik Rydqvist, riksbibliotekarie, ledamot av Svenska Akademien.
- 1802 – Ernst Wilhelm Hengstenberg, tysk teolog och orientalist.
- 1816 – James W. Grimes, amerikansk politiker, senator (Iowa) 1859–1869.
- 1819 – Báb, född som Sayyid ’Ali Muhammad i Shiraz, Iran, 1844 grundare av bábí-tron  (en religion som i slutet av 1800-talet gick upp i bahá'í-tron).
- 1847 – Oscar Swahn, svensk tävlingsskytt, världens äldste OS-medaljör.
- 1854 – Arthur Rimbaud, fransk poet.
- 1857 – Charles N. Herreid, amerikansk republikansk politiker, guvernör i South Dakota 1901–1905.
- 1863 – Juho Jaakko Karvonen, finländsk läkare och professor.
- 1869 – Johannes Linnankoski, finländsk författare, dramatiker och diktare.
- 1873 – Jon Munch-Petersen, dansk vattenbyggnadsingenjör och professor.
- 1874 – Charles Ives, amerikansk kompositör.
- 1882 – Bela Lugosi, ungerskfödd/amerikansk skådespelare.
- 1883 – Napoleon Hill, amerikansk författare
- 1887 – Yngve Lorents, svensk samtidshistoriker, utrikespolitisk skribent, och redaktör från Västerås
- 1889 – Margaret Dumont, amerikansk skådespelare.
- 1890 – Frans Hansson i Hönö, svensk fiskare och politiker.
- 1891 – James Chadwick, brittisk fysiker, mottagare av Nobelpriset i fysik 1935.
- 1894 – Olive Thomas, amerikansk skådespelare.
- 1895 – Dagmar Gustafson, svensk operasångerska och sångpedagog.
- 1897 – Eric Magnusson, svensk skådespelare.
- 1904 – Anna Neagle, brittisk skådespelare.
- 1905 – Frederic Dannay, amerikansk författare, ena halvan av Ellery Queen.
- 1914 – Arne Jones, svensk konstnär.
- 1917 – Stéphane Hessel, fransk diplomat och politiker.
- 1928 – Li Peng, kinesisk politiker, premiärminister 1987-1998.
- 1931 – Mickey Mantle, amerikansk basebollspelare.
- 1934
  - Michiko, japansk kejsarinna.
  - Timothy West, brittisk skådespelare.
- 1935 – Jerry Orbach, amerikansk skådespelare.
- 1937 – Wanda Jackson, amerikansk sångare.
- 1938 – Carl-Johan Seth, svensk skådespelare, regissör och författare.
- 1940 – Jesper Langberg, dansk skådespelare.
- 1942 – Christiane Nüsslein-Volhard, tysk biolog och genetiker, mottagare av Nobelpriset i fysiologi eller medicin 1995.
- 1944 – Clive Hornby, brittisk skådespelare.
- 1946 – Elfriede Jelinek, österrikisk författare, mottagare av Nobelpriset i litteratur 2004.
- 1950
  - Chris Cannon, amerikansk republikansk politiker, kongressledamot 1997–2009.
  - Tom Petty, amerikansk sångare, låtskrivare, musiker.
  - William Russ, amerikansk skådespelare.
- 1955 – Thomas Newman, amerikansk filmmusikkompositör.
- 1957 – Hilda Solis, amerikansk demokratisk politiker.
- 1958 – Viggo Mortensen, dansk skådespelare.
- 1960 – Peter Fitzgerald, amerikansk republikansk politiker, senator (Illinois) 1999–2005.
- 1964 – Kamala Harris, amerikansk demokratisk politiker, vicepresident 2021–2025.
- 1965 – Jakob Hellman, svensk låtskrivare och artist.
- 1966
  - Abu Musab az-Zarqawi, jordanisk internationell terrorist.
  - Stefan Raab, tysk komiker och programledare.
- 1971
  - Snoop Dogg, amerikansk hiphop-artist.
  - Dannii Minogue, australisk skådespelare och musiker.
- 1972 – Brian Schatz, amerikansk demokratisk politiker.
- 1973 – Gian Pyres, brittisk gitarrist.
- 1976 – Tom Wisniewski, amerikansk musiker, gitarrist i punkbandet MxPx.
- 1981 – Stefan Nystrand, svensk simmare.
- 1982 – Ahmad Alenemeh, iransk fotbollsspelare.
- 1988
  - Risa Niigaki, japansk sångare.
  - Candice Swanepoel, sydafrikansk fotomodell.
- 1991 – Kirsten Olson, amerikansk konståkare och skådespelare.

## Avlidna
- 1032 – Johannes XIX, född Romanus, påve sedan 1024.
- 1162 – Björn Gilsson, biskop i Hólar.
- 1686 – Jöran Gyllenstierna, svensk greve och riksråd.
- 1740 – Karl VI, tysk-romersk kejsare sedan 1711.
- 1799 – James Iredell, amerikansk jurist.
- 1839 – John Russell, 6:e hertig av Bedford, brittisk politiker.
- 1842 – Grace Darling, brittisk hjältinna och legend.
- 1860 – Alexandra Feodorovna, rysk kejsarinna, gift med tsar Nikolaj I av Ryssland.
- 1882 – Carl Wilhelm Linder, 57, svensk klassisk filolog, präst och domprost i Västerås (född 1825)
- 1898 – Charles H. Sheldon, amerikansk republikansk politiker, guvernör i South Dakota 1893–1897.
- 1900 – Naim Frashëri, albansk poet.
- 1920 – Max Bruch, tysk kompositör.
- 1935 – Arthur Henderson, 82, brittisk politiker och fackföreningsledare, mottagare av Nobels fredspris 1934.
- 1940 – Gunnar Asplund, svensk arkitekt.
- 1961 – Astrid Bodin, svensk skådespelare.
- 1964
  - Herbert Hoover, amerikansk politiker, USA:s president 1929–1933.
  - Sven Tropp, svensk balettmästare, koreograf och dansare.
- 1965 – Gösta Bodin, svensk skådespelare och sångare.
- 1966 – Harry F. Byrd, amerikansk politiker, senator (Virginia) 1933–1965.
- 1968 – Bud Flanagan, brittisk komiker och skådespelare.
- 1977
  - Ronnie Van Zant, amerikansk musiker, sångare i Lynyrd Skynyrd. (Flygolycka)
  - Steve Gaines, amerikansk musiker, gitarrist i Lynyrd Skynyrd. (Flygolycka)
  - Dean Kilpatrick, amerikansk manager till Lynyrd Skynyrd. (Flygolycka)
- 1978 – Gunnar Nilsson, svensk racerförare (cancer).
- 1984
  - Carl Cori, 87, amerikansk biokemist, mottagare av Nobelpriset i fysiologi eller medicin 1947.
  - Paul Dirac, 82, brittisk fysiker, mottagare av Nobelpriset i fysik 1933.
  - Martin Ryle, 66, brittisk fysiker, mottagare av Nobelpriset i fysik 1974.
  - Agnes Thomée, svensk dansare och skådespelare.
- 1987 – Andrej Kolmogorov, rysk matematiker.
- 1988
  - Mogens Wöldike, dansk dirigent och organist.
  - Gösta Bäckelin, svensk operasångare.
- 1989 – Anthony Quayle, brittisk skådespelare.
- 1990 – Joel McCrea, amerikansk skådespelare.
- 1994 – Burt Lancaster, amerikansk skådespelare.
- 2004 – Rafiq Hariri, libanesisk politiker (mördad).
- 2005 – Abdulrahman Al-Shoaibi, saudi-arabisk fotbollsspelare.
- 2007 – Paul Raven, brittisk musiker.
- 2008 – Bobi Sourander, 79, finlandssvensk journalist och deckarförfattare.
- 2009
  - Jef Nys, 82, belgisk serieskapare och tecknare.
  - Clifford Hansen, 97, amerikansk före detta senator (Wyoming) 1967–1978 och guvernör.
  - Alberto Testa, 82, italiensk kompositör och textförfattare, Quando, Quando, Quando, The Prayer.
- 2011
  - Barry Feinstein, 80, amerikansk fotograf.
  - Muammar al-Gaddafi, 69, Libyens ledare 1969–2011.
  - Mutassim Gaddafi, 33 eller 34, libysk militär, son till Muammar al-Gaddafi.
  - Abu-Bakr Yunis Jaber, 58 eller 59, libysk brigadgeneral och försvarsminister.
  - Anders Österlin, 85, svensk konstnär.
- 2012
  - Bo Gentzel, 69, svensk sportkommentator och före detta klubbdirektör i IFK Göteborg.
  - Paul Kurtz, 86, amerikansk filosof.
  - Edward Donnall Thomas, 92, amerikansk läkare, mottagare av Nobelpriset i fysiologi eller medicin 1990.
- 2014 – Oscar de la Renta, 82, dominikanskfödd amerikansk modeskapare.
- 2015 – Tore Bengtsson, 84, svensk skådespelare.
- 2018 – Wim Kok, 80, nederländsk politiker (socialdemokrat), premiärminister 1994-2002.
- 2020 – James Randi, 92, amerikansk-kanadensisk författare, magiker och bluffavslöjare.
- 2023 – Mertil Melin, 78, svensk militär (generallöjtnant).